# Đế quốc thực dân Nhật Bản
Đế quốc thực dân Nhật Bản thành lập các thuộc địa ở nước ngoài thành lập bởi Đế quốc Nhật Bản trong khu vực Tây Thái Bình Dương và Đông Á từ năm 1895. Số trận thắng trên Trung Quốc và Nga mở rộng phạm vi Nhật Bản ảnh hưởng, đặc biệt là ở Đài Loan và Triều Tiên và Nam Sakhalin đã trở thành một thuộc địa Nhật Bản là tỉnh Karafuto vào năm 1905.
Sau khi chiếm giữ các lãnh thổ của Đức vào năm 1914, Hội Quốc Liên đã trao quyền cho Nhật Bản đối với một số tài sản thuộc địa của Đức trước đây ở Tây Thái Bình Dương sau Chiến tranh thế giới thứ nhất. Với sự mở rộng của Nhật Bản sang Mãn Châu vào đầu những năm 1930, Nhật Bản đã áp dụng chính sách thiết lập hoặc hỗ trợ các quốc gia bù nhìn ở các khu vực bị chinh phục. Trong hình thức chủ nghĩa đế quốc ít rõ ràng hơn này, Nhật Bản đã kiểm soát nhiều quốc gia mà nó gọi là Khối thịnh vượng chung Đại Đông Á, một khái niệm dần dần hình thành dưới ảnh hưởng của Nhật Bản từ năm 1930 đến năm 1945. Sự kiểm soát của thực dân đối với các vùng lãnh thổ xa xôi từ Tokyo kết thúc sau khi quân Đồng minh đánh bại Nhật Bản năm 1945: phạm vi cai trị của Nhật Bản trở lại với bốn hòn đảo quê hương, Quần đảo Nanpō và Lưu Cầu.

## Mở rộng phạm vi lãnh thổ trước 1895
Các lãnh thổ hải ngoại đầu tiên mà Nhật Bản có được là các hòn đảo của vùng biển xung quanh. Trong những năm 1870 và 1880, Nhật Bản đã thiết lập quyền kiểm soát là Quần đảo Nanpō, Lưu Cầu và Kuril cũng như tăng cường sự nắm giữ của mình trên các đảo nhà. Nhưng nỗ lực này không phải là bước đầu tiên để mở rộng thuộc địa hơn là sự tái khẳng định quyền lực quốc gia đối với các lãnh thổ theo truyền thống trong phạm vi văn hóa Nhật Bản.

## Đài Loan

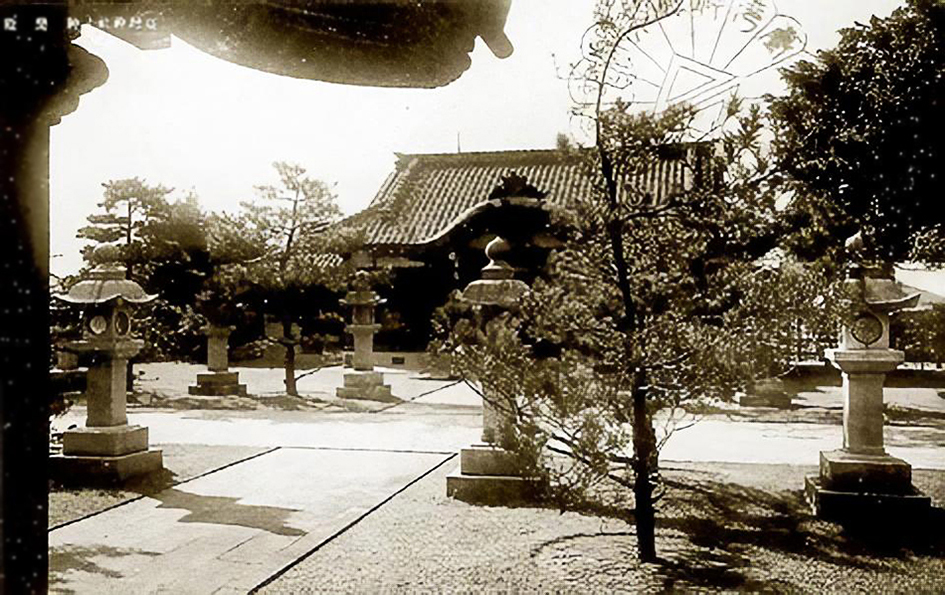
Đền lớn Đài Loan được xây dựng bởi Nhật Bản tại Đài Loan trong thời cai trị của Nhật Bản

Năm 1895, Nhật Bản đã đánh bại triều đại nhà Thanh trong Chiến tranh Thanh-Nhật năm 1894-1895 và có được hòn đảo thuộc địa đầu tiên của Đài Loan theo Hiệp ước Shimonoseki đã ký sau chiến tranh. Sau khi Nhật Bản chiếm được đảo Đài Loan, các phong trào kháng chiến diễn ra thường xuyên ở nhiều vùng khác nhau của Đài Loan và Nhật Bản cũng thực hiện quy tắc áp lực cao nghiêm trọng. Nhật Bản rất khó cai trị. Tổng đốc thứ ba Nogi Maresuke, thậm chí còn đề xuất bán lại đảo Đài Loan. Sau đó, dưới sự lãnh đạo của Gotō Shinpei, Nhật Bản đã thay đổi chiến lược cầm quyền chống lại Đài Loan và bắt đầu thực hiện một phương pháp cầm quyền tương đối vừa phải. Ngoài ra, Nhật Bản cũng đã bắt đầu xây dựng Đài Loan ở một mức độ nhất định, do đó nền kinh tế của Đài Loan sẽ phát triển đến một mức độ nhất định trong thời kỳ cai trị của Nhật Bản. Mặt khác, Nhật Bản cũng đang thuộc địa hóa kinh tế Đài Loan, buộc Đài Loan phải cung cấp nguyên liệu cho Nhật Bản và các sản phẩm nông nghiệp như Saccarose.

## Triều Tiên

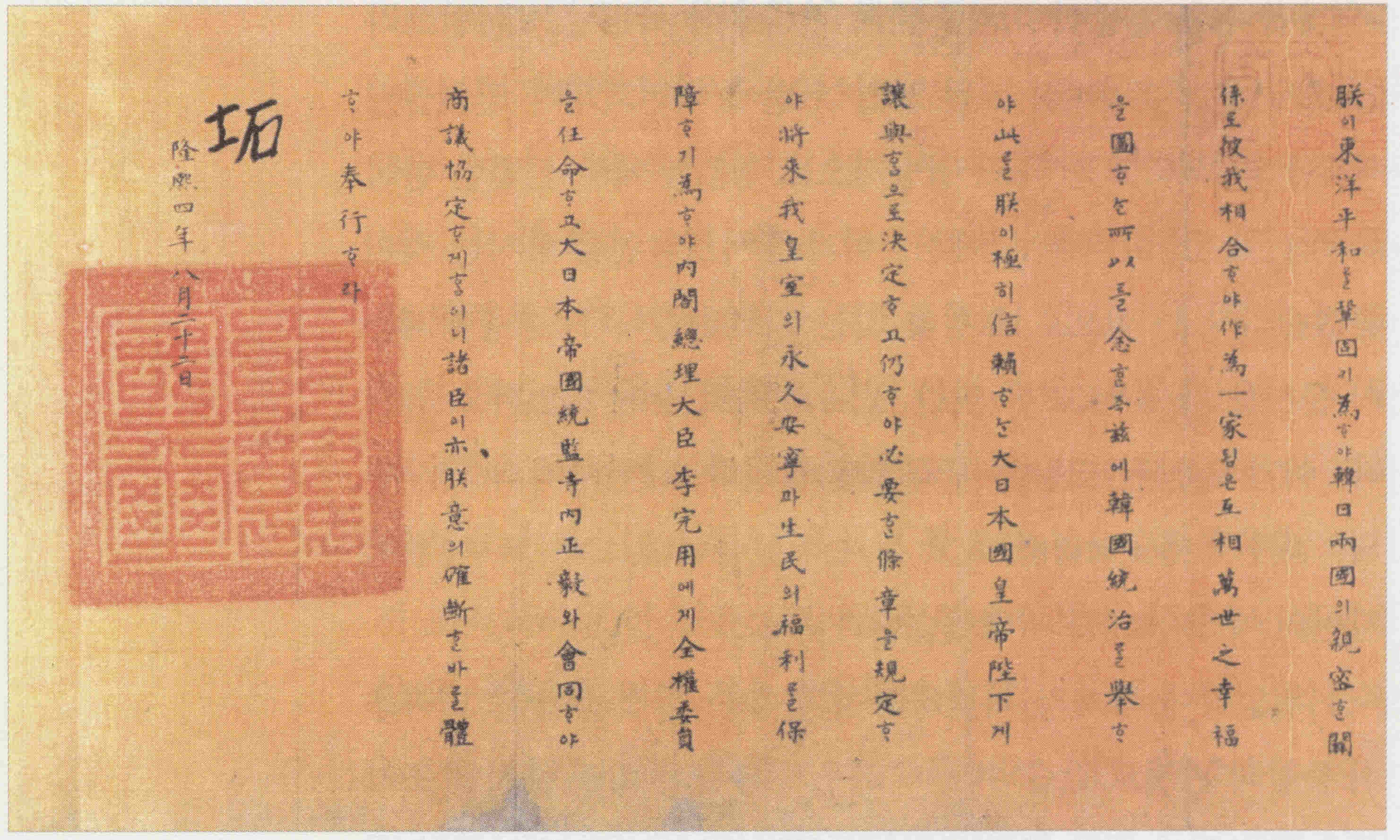
Văn tự bản gốc "Hiệp ước Nhật–Triều"

Sau Chiến tranh Thanh-Nhật, ảnh hưởng của Nhật Bản trong Vương quốc Triều Tiên và Đế quốc Đại Hàn tiếp theo tiếp tục gia tăng, nhưng Nga cũng có ảnh hưởng khá mạnh mẽ ở Triều Tiên. Sau khi Chiến tranh Nga-Nhật nổ ra, Quân đội Nhật Bản đã vào Seoul và buộc Đế quốc Đại Hàn phải ký "Hiệp ước Nhật–Triều" để hỗ trợ Nhật Bản chiến đấu. Năm 1905, Nhật Bản đã giành chiến thắng trong Chiến tranh Nga-Nhật và ảnh hưởng của Nga trên Bán đảo Triều Tiên đã giảm đi rất nhiều. Vào ngày 17 tháng 11 năm 1905, Nhật Bản đã buộc Đế quốc Đại Hàn ký Hiệp ước Otowa, và Đế quốc Hàn Quốc trở thành một nước bảo hộ của Nhật Bản. Năm 1910, "Hiệp ước Nhật–Triều đã được ký kết và Nhật Bản sáp nhập với Bán đảo Triều Tiên để quản lý nó như là thuộc địa của chính mình.
Trong những ngày đầu cai trị Bắc Triều Tiên của Nhật Bản, Nhật Bản đã thực hiện một "quy tắc độc đoán" áp lực cao trên bán đảo Triều Tiên để đàn áp các phong trào kháng chiến trên khắp Bắc Triều Tiên. Vào những năm 1920, Nhật Bản đã thúc đẩy các tầng lớp thân Nhật ở Bắc Triều Tiên, áp dụng chính sách phân biệt đối với người Hàn Quốc và kích động sự phản đối giữa các tầng lớp khác nhau. Từ những năm 1930, Nhật Bản đã bắt đầu thực hiện các chính sách đồng hóa văn hóa như Hoàng dân hóa và đề xuất "Nội tiên nhất thể". Nhận dạng tại Nhật Bản.
Trong thời kỳ cai trị của Nhật Bản, nền kinh tế của bán đảo Triều Tiên phát triển nhanh chóng, nhưng vì sự phát triển của Bắc Triều Tiên là để phục vụ cho lục địa Nhật Bản, không thiếu những trường hợp mà Triều Tiên bị các nhà cai trị Nhật Bản khai thác.

## Sakhalin

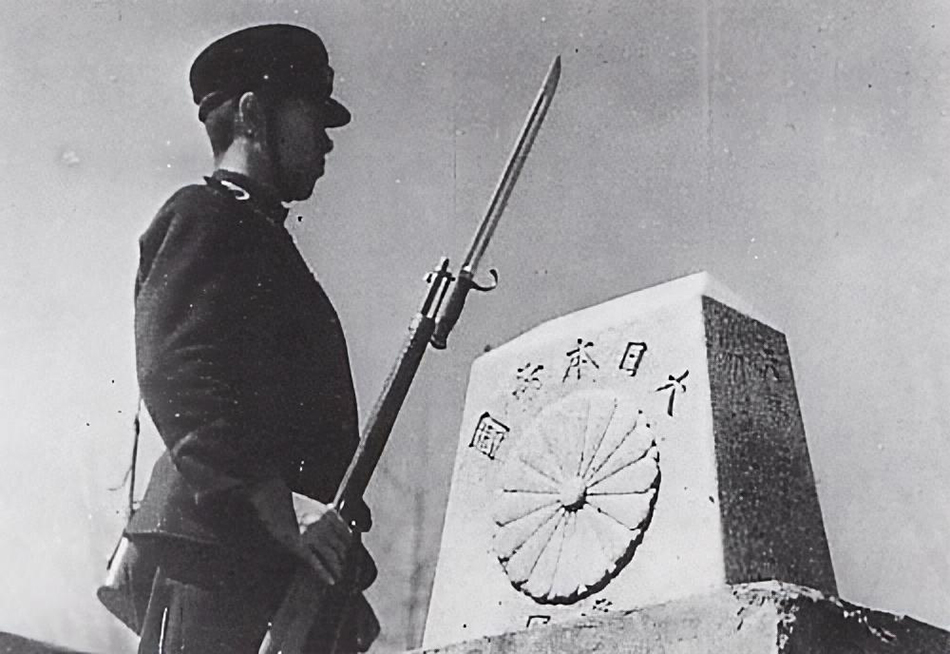
Những người lính bảo vệ biên giới Nhật-Nga trên Sakhalin

Trong thời kỳ Minh Trị, Nhật Bản đã gửi những người thực dân đến phần phía nam của Sakhalin. Nhưng trong "Hiệp ước về việc trao đổi Kuril Sakhalin" Sau khi ký kết, Quần đảo Kuril được quyền sở hữu của Nhật Bản để đổi lấy sự công nhận chủ quyền của Nga trên toàn bộ đảo.
Năm 1905, Nhật Bản đã chiến thắng Chiến tranh Nga-Nhật. Theo "Hiệp ước Portsmouth" được ký kết sau chiến tranh, Nhật Bản đã mua lại phần phía nam của Sakhalin (Karafuto) từ Nga. Vào tháng 4 năm 1907, Nhật Bản đã thành lập Karafuto, thay thế cho cơ quan hành chính ban đầu Sở Nội vụ Hoa Kỳ. Karafuto, trụ sở tại Bộ Nội vụ Hoa Kỳ. Karafuto, trụ sở tại Ōdomari (nay là một phần của Korsakov, Nga) Trong thời gian Nhật Bản thống trị đảo Sakhalin phía nam, nó đã thực hiện một mức độ hoạt động tiên phong nhất định và các ngành công nghiệp địa phương, lâm nghiệp và khai thác mỏ đã phát triển đến một mức độ nhất định. Người nhập cư Nhật Bản đến Nam Sakhalin chủ yếu đến từ Nhật Bản và cai trị Bắc Triều Tiên. Năm 1943, Nhật Bản sẽ hợp nhất Karafuto vào hệ thống địa phương quản lý, cho đến năm 1945 chiếm đóng của Liên Xô địa phương..
Từ năm 1920 đến 1925, Nhật Bản chiếm Bắc Sakhalin trong cuộc can thiệp của Nội chiến Nga ở Siberia. Cho đến năm 1944, Nhật Bản có đặc quyền khai thác than và dầu ở phía bắc Sakhalin.

## Quan Đông Châu
Theo Chiến tranh Nga-Nhật sau khi ký kết hợp Hiệp ước Portsmouth Nhật Bản buộc Nga phải tô giới Quan Đông Châu (Gần tương đương với Lữ Thuận Khẩu và Đại Liên ở tỉnh Liêu Ninh, Trung Quốc chuyển sang cai trị Nhật Bản. Theo hiệp ước, Nhật Bản cũng đã giành được các đặc quyền dọc theo tuyến đường sắt Renkyou. Theo yêu sách 21 thời gian tô giới tại Quan Đông Châu được kéo dài đến 99 năm. Tiền thân của Quân đội Kanto Nhật Bản, Lực lượng Quốc phòng Mãn Châu, ban đầu được thành lập để bảo vệ các đặc quyền của Nhật Bản trên Đường sắt Nam Mãn Châu. Nhật Bản vận hành nhà ga của Đường sắt Renkyou, Đại Liên của Quan Đông Châu làm cảng buôn bán và Cảng Lữ Thuận Khẩu là cảng quân sự của Hải quân Nhật Bản.

## Ủy thác vịnh Kiautschou
Sau khi chiến tranh thế giới thứ nhất bùng nổ, Nhật Bản đứng về phía phe Đồng minh, còn Đức thuộc về các đồng minh thù địch của Nhật Bản. Vào năm 1914, Nhật Bản đã thuê quân cho thuộc địa Kiautschou của Đức (gần giống với thành phố Thanh Đảo ngày nay, tỉnh Sơn Đông, Trung Quốc) và chiếm đóng vào tháng 11. Sau Chiến tranh thế giới thứ nhất, theo Hòa ước Versailles, Nhật Bản chính thức giành được quyền thuê đất ở Kiautschou từ Đức. Bởi vì Trung Quốc đã không giành lại được chủ quyền đối với vùng đất được thuê ở Kiautschou, vấn đề này đã trở thành tác nhân của Phong trào ngày 4 tháng 5. Sau những nỗ lực ngoại giao của Trung Quốc, năm 1922, Nhật Bản đã trả lại vùng đất ủy thác Kiautschou cho Trung Quốc theo Hiệp ước về giải quyết các vụ kiện bất ổn của Sơn Đông.

## Lãnh thổ ủy trị Nam Dương

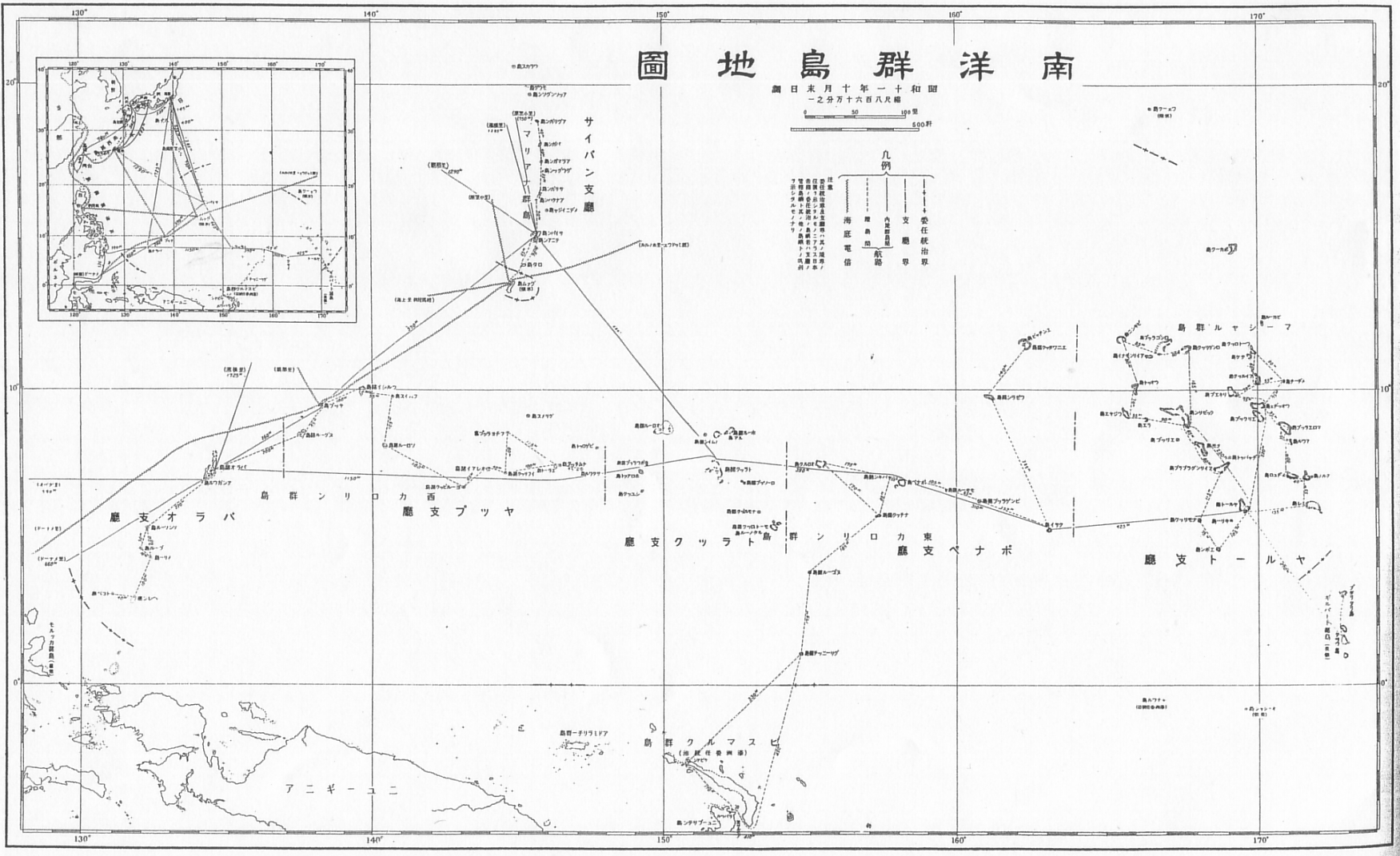
Bản đồ Quần đảo Nam Dương

Sau khi chiến tranh thế giới thứ nhất bùng nổ, Hải quân Nhật Bản đã đánh bại Hải quân Đức ở Nam Thái Bình Dương và chiếm các thuộc địa của Đức trong khu vực. Sau khi Chiến tranh thế giới thứ nhất kết thúc, Liên minh các quốc gia đã trao quyền giám sát của Nhật Bản cho khu vực này như một nơi tin tưởng cho quần đảo Nam Dương. Cơ quan chủ quản do Nhật Bản thành lập tại khu vực này là Sảnh Nam Dương.

## Giải thể
Theo các hiệp ước của Đồng minh cho Nhật Bản sau Chiến tranh thế giới thứ hai, các lãnh thổ của Nhật Bản sau Chiến tranh thế giới thứ hai đã bị hạn chế ở Nhật Bản và một số đảo nhỏ do quân Đồng minh quyết định. Sau khi Nhật Bản đầu hàng, Đảo Đài Loan thuộc địa bị Trung Hoa Dân Quốc chiếm đóng, Bán đảo Triều Tiên bị Hoa Kỳ và Liên Xô chiếm đóng (Bộ Nội vụ Liên Xô, Bộ Tư lệnh Quân đội Hoa Kỳ tại Bắc Triều Tiên), Quan Đông Châu và Nam Sakhalin bị chiếm đóng bởi Quân đội Liên Xô và Quần đảo Nam Dương sau đó Liên Hợp Quốc ủy quyền cho Hoa Kỳ đăng cai. Kể từ đó, Nhật Bản đã mất tất cả các thuộc địa ở nước ngoài, và lịch sử thuộc địa của nó đã kết thúc. Theo "Hiệp ước San Francisco" được ký kết bởi Nhật Bản và 48 quốc gia khác vào năm 1951, Nhật Bản tuyên bố đã từ bỏ chủ quyền đối với tất cả các thuộc địa.